# وربوواتس (بلاتسه)
وربوواتس (به صربی: Vrbovac) یک منطقهٔ مسکونی در صربستان است که در بلاتسه واقع شده‌است. وربوواتس ۱۶۱ نفر جمعیت دارد.